# Bellús (Avià)
Bellús, (en algunes fonts Ballús) és una Masia del municipi d'Avià inclosa en l'Inventari del Patrimoni Arquitectònic de Catalunya.

## Descripció
Masia orientada cap a migjorn, estructurada en planta baixa i dos pisos superiors. És de planta més o menys quadrada. Destaca pel seu gran nombre d'obertures, a la planta baixa en origen s'entrava per tres arcades fetes de maó, avui parcialment cegades. Al primer i segon pis, bona part de la façana principal estava ocupada per una galeria d'arcs de mig punt fets de pedra i suportats per pilars cruciformes. Alguns d'aquests arcs han estat també cegats amb totxanes, així com altres obertures de menors dimensions a la zona superior. El parament és a base de petites pedres de mides diverses, sense treballar i unides amb molt de morter. A la zona esquerra hi ha una escala d'accés directe als pisos superiors. Aquesta fa d'aixopluc del pou. La coberta és a dues aigües amb teula àrab.
Pel que fa a l'interior, la planta baixa està coberta amb volta d'aresta. El sostre és de maó. La casa té en total quatre cuines.

## Història
Situada dins l'antic terme parroquial de Sant Vicenç d'Obiols, consta documentada al fogatge de 1553 com a Mas Coromines. De l'edifici del segle xvi es conserven les voltes de la planta baixa; en canvi, la doble galeria d'arcs és d'una remodelació del segle xviii. La masia actual es feu en tres campanyes constructives diferents a les darreries del s. XIX. En origen estava habitada per quatre famílies. En diverses part de l'edifici es troben gravades algunes dates, a sobre la porta principal del darrere trobem la de l'última ampliació, 1867. En veiem una altra de poc clara, a causa del mal estat no podem saber si és un 1578 o bé 1678.